# Strade di categoria A della Zona 4

Le zone di numerazione per le strade di categoria A della Gran Bretagna

Secondo il sistema di numerazione delle strade della Gran Bretagna, in tali Paesi a ogni strada è assegnata una lettera singola, che rappresenta la categoria della strada, seguita da un numero, composta da 1 a 4 cifre.
Si riporta l'elenco delle strade di categoria A della Zona 4 in Gran Bretagna, che hanno il punto di partenza a nord della strada A4 e a sudovest della strada A5 (strade che iniziano con la cifra 4).

## Strade a cifra singola e a doppia cifra
| Strada | Da                                                 | A              | Note |
| ------ | -------------------------------------------------- | -------------- | --- |
|        | City of London (Holborn Circus)                    | Avonmouth      | In origine da Londra a Bath |
|        | City of London (vicino a St. Paul's Cathedral)     | Fishguard      | La più lunga strada A della Zona 4: lunghezza 256 miglia (412 km) |
|        | Central London (vicino a Marble Arch)              | Birkenhead     | Un lungo tratto della ex A41, da Bicester a Solihull, fu declassato quando fu aperto il prolungamento a nord della M40; la maggior parte di essa costituisce oggi la B4100.                                                                        |
|        | Kegworth                                           | Appleby Magna  | Un prolungamento della M42; di qui l'utilizzo della numerazione A42 nonostante si trovi interamente nella Zona 5. I primi atlanti stradali mostravano per la A42 un percorso parallelo a quello delle attuali A4074 e A34 da Reading a Birmingham. |
|        | Raccordo J10 della Motorway M40 a nord di Bicester | Stamford       | |
|        | Oxford                                             | Aberystwyth    | Ufficialmente la strada più pericolosa del Galles tra Aberystwyth e Llangurig. |
|        | Birmingham                                         | Thrapston      | In precedenza continuava lungo il percorso dell'attuale A14 fino a Felixstowe |
|        | Bath                                               | Cleethorpes    | Gran parte del tratto tra Evesham e Leicester è stato sostituito da tratti di nuova realizzazione, così come il tratto tra Coventry e Leicester è stato sostituito dalla M69                                                                       |
|        | Birmingham                                         | Great Yarmouth | Gran parte del tratto tra Birmingham e Nuneaton è ora declassato a strade di categoria B |
|        | Highnam vicino a Gloucester                        | Carmarthen     | In origine iniziava a Worcester. Da Worcester a Newport ora è la A449. |
|        | Ross-on-Wye                                        | Bamber Bridge  | |

## Strade a 3 cifre
| Strada      | Da                                        | A                                      | Note |
| ----------- | ----------------------------------------- | -------------------------------------- | --- |
| Strada A400 | Central London (Trafalgar Square)         | Archway                                | Segue il percorso della linea Northern, del Charing Cross Branch e del Barnet Branch |
| Strada A401 | Central London (Piccadilly Circus)        | Angel                                  | Lungo Shaftesbury Avenue, Bloomsbury Way, Theobald's Road, Rosebery Avenue e la parte più a nord della St John Street |
| Strada A402 | Central London (Marble Arch)              | Stamford Brook, Chiswick               | Include tratti della A40 originaria lungo Bayswater Road, Notting Hill Gate e Holland Park Avenue, le carreggiate est/ovest del Shepherds Bush Green e Goldhawk Road                                                                                 |
| Strada A403 | M48, J1 vicino a Aust                     | Avonmouth                              | |
| Strada A404 | Central London (stazione di Edgware Road) | Maidenhead                             | Il tratto londinese si chiama Harrow Road per la maggior parte della sua lunghezza |
| Strada A405 | Leavesden Green                           | Vicino a Park Street                   | |
|             | Gunnersbury                               | Beckton                                | The North Circular Road |
| Strada A407 | Harlesden                                 | Child's Hill                           | Passa per Willesden includendo la High Road e Cricklewood |
| Strada A408 | Harmondsworth                             | Uxbridge                               | Il tratto meridionale a Sipson dovrà essere demolito per far spazio alla realizzazione della III pista dell'Aeroporto di Heathrow |
| Strada A409 | Northwick Park Hospital                   | Bushey                                 | Attraversa il centro di Wealdstone e la parte occidentale di Stanmore nota come la Stanmore Common |
|             | Pinner                                    | Edgware                                | Uxbridge Road, attraverso la Stanmore Broadway, quindi London Road e Spur Road fino a incontrare la A41 |
|             | Watford                                   | Barnet                                 | Incontra due volte la A41; all'interno di questo tratto attraversa i centri di Watford, Bushey Arches e Bushey Heath, quindi attraversa la parte settentrionale di Elstree, attraverso Stirling Corner fino ad Arkley e all'interno di Barnet        |
|             | Slough                                    | Garston                                | |
|             | Gerrards Cross                            | Towcester                              | |
|             | Vicino a Hemel Hempstead                  | Maldon                                 | |
|             | Berinsfield                               | Witney                                 | |
|             | Amersham                                  | Berkhamsted                            | |
|             | Streatley                                 | Leominster                             | |
|             | Raccordo J8a della M40                    | Ascott                                 | |
|             | Whitminster                               | Swindon                                | |
|             | Bristol                                   | Oxford                                 | |
|             | Croughton                                 | Wyboston                               | |
|             | Bedford                                   | Worcester                              | Coincidente con la A46 tra Stratford-upon-Avon e Alcester |
|             | Hinksey Hill                              | Coventry                               | In precedenza andava da Maidenhead a Coventry attraverso Oxford e Banbury; un piccolo tratto di questa strada rimane come tratto dell'Oxford Ring Road. Attualmente riprende il suo vecchio percorso a Banbury.                                      |
|             | Burford                                   | A44 vicino a Bourton-on-the-Hill       | |
|             | Daventry                                  | Warwick                                | |
|             | Leicester                                 | Southam                                | |
|             | Market Harborough                         | Oundle                                 | |
|             | Coventry                                  | Cambridge                              | Questa strada è oggi divisa in due parti tra Great Barford e Eaton Socon a causa del prolungamento della A421 fino alla A1 |
|             | Chippenham                                | Coventry                               | |
|             | Quedgeley                                 | Longford, Gloucester                   | |
|             | Bristol                                   | Bath                                   | |
|             | Bristol                                   | Old Sodbury                            | |
|             | A46 a Dunkirk                             | A429 a sudovest di Cirencester         | |
|             | Birmingham                                | Cirencester                            | Coincidente con la A46 tra Alcester e Teddington Hands |
|             | A417 vicino a Brockworth                  | A44 vicino a Salford                   | |
|             | Harlington, London                        | A40 / Western Avenue vicino a Ickenham | In origine da Gloucester a Newport, oggi la A48. |
|             | Raccordo J9 della Motorway M5             | Llanfilo                               | |
|             | Stratford-upon-Avon                       | A46 a 4 miglia a sudovest di Warwick   | |
|             | Birmingham                                | Cookhill                               | |
|             | Droitwich                                 | Whitchurch                             | |
|             | Worcester                                 | Newnham Bridge                         | |
|             | Coventry                                  | Burton upon Trent                      | |
|             | Warwick                                   | A45 a Ryton-on-Dunsmore                | |
|             | Little Packington                         | Roughley                               | |
|             | Hinckley                                  | Coalville                              | Il percorso originario attraverso Hinckley è stato superato da una nuova strada completata al principio degli anni 90 del XX secolo |
|             | Kidderminster                             | Studley, Warwickshire                  | Il percorso originario tra Bromsgrove e Redditch è stato superato da una strada a doppia carreggiata negli anni 70 del XX secolo, dopo che Redditch fu istituita come nuova città                                                                    |
|             | Newport                                   | Stafford                               | |
|             | Torton                                    | West Hagley                            | |
|             | Stourbridge                               | Great Witley                           | |
|             | Leamington Spa                            | Brownhills                             | |
|             | Nottingham                                | Birmingham                             | |
|             | Bridgnorth                                | Four Oaks                              | Il tratto che attraversa Willenhall è stato rinumerato negli anni 70 del XX secolo a seguito del completamento di The Keyway, che circonda a sud la città, e ulteriormente rinumerato nel 1995 a seguito del completamento della Black Country Route |
|             | Birmingham                                | Woofferton                             | Il tratto che attraversa Halesowen è stato rinumerato quando negli anni 60 del XX secolo è stata aperta la tangenziale |
|             | Birmingham                                | Sedgley                                | Il percorso originario attraverso il centro della città di Smethwick è stato rinumerato quando, attorno al 1970, è stato aperto un bypass |
|             | Mallwyd                                   | Quinton                                | In origine iniziava a Dolgellau. Nel corso degli anni sono state effettuate ulteriori rinumerazioni, in particolare quando è stata realizzata la circonvallazione della città di Bridgnorth nel 1985                                                 |
|             | Halesowen                                 | Wolverhampton                          | La rinumerazione avvenne quando, nel 1999, fu realizzata una circonvallazione del centro cittadino di Dudley con un nuovo percorso della A461. Fino agli anni settanta, la strada continuava a sud di Halesowen verso Bromsgrove                     |
|             | Wolverhampton                             | Rugeley                                | Il tratto passante per il centro di Cannock fu rinumerato nel 1989, quando fu aperto il bypass della città |
|             | Lichfield                                 | Stourbridge                            | Coincidente con la A41 tra Wednesbury e Great Bridge |
|             | Wednesbury                                | Laney Green                            | Il tratto passante per il centro cittadino di Darlaston divenne non classificato quando fu aperta una nuova circonvallazione verso la fine degli anni sessanta                                                                                       |
|             | Wombourne                                 | Willenhall                             | Il tratto oltre Coseley fu rinumerato o divenne non classificato dopo che la Black Country Route fu completata tra il 1986 e il 1995 |
|             | Oaken                                     | Hollinswood                            | |
|             | Bromyard                                  | Motorway M4, Llandarcy                 | |
|             | King's Thorn                              | Chepstow                               | |
|             | Duffryn, Newport                          | A465, Brynmawr                         | |
|             | Bassaleg, Newport                         | A470, Nantgarw                         | |
|             | A4161, Roath, Cardiff                     | A465, Rhymney                          | |
|             | Cardiff                                   | Llandudno                              | In origine da Cardiff a Brecon. |
|             | Treharris                                 | Usk                                    | |
|             | Pontypridd                                | Bridgend                               | Originariamente iniziava a Treforest, ma, a seguito del completamento della tangenziale di Church Village, ora inizia a Upper Boat e la sezione tra Treforest e Gwaun Meisgyn è oggi declassata alla B4595                                           |
|             | Briton Ferry                              | Ammanford                              | |
|             | Newcastle Emlyn                           | Lampeter                               | |
|             | Llanelli                                  | Llandeilo                              | |
|             | St Clears                                 | Johnston                               | |
|             | Cardigan                                  | Tenby                                  | |
| A479        | Glanusk                                   | Llyswen                                | Corre attraverso il cuore delle Brecon Beacons nel Galles. Alcune mappe indicano erroneamente un'altra A479 che passa per la Empire Way, Wembley (nordovest di Londra), ma questa in effetti è la B4565                                              |
| A480        | A44 a Lyonshall                           | A438 a ovest di Hereford               | |
|             | Aberaeron                                 | Llanwrda                               | |
|             | Swansea                                   | Chester                                | Passa per Wrexham |
|             | Cardigan                                  | Cadle vicino a Swansea                 | Passa per Newcastle Emlyn, Carmarthen e Llanelli |
|             | Tanerdy                                   | Llanfarian                             | |
|             | New Quay                                  | A484 vicino a Saron                    | |
|             | Haverfordwest                             | Bangor                                 | |
|             | Penybont                                  | Shrewsbury                             | |
|             | Craven Arms                               | Machynlleth                            | |
|             | Churchstoke                               | Llanfyllin                             | |
|             | Lydiate Ash                               | Wall Heath                             | |
|             | Machynlleth                               | Dolgellau                              | Via Tywyn |
|             | Queensferry                               | Dolgellau                              | Il prolungamento fino alla M56 aprì alla fine del 2008 |
|             | Whitchurch                                | A458 vicino a Llanfair Caereinion      | Passa attorno a Oswestry come parte della A483 |
|             | Llanelltyd                                | Blaenau Ffestiniog                     | Via Barmouth |
|             | Porthmadog                                | Nefyn                                  | |
|             | Pen-y-Gwryd                               | Porthmadog                             | |
|             | A487                                      | Abersoch                               | |

## Strade a 4 cifre
| Strada | Da                                 | A                                     | Note |
| ------ | ---------------------------------- | ------------------------------------- | --- |
|        | Acton Town                         | Harlesden                             | |
|        | Hanwell                            | Hanwell                               | |
|        | Harlesden                          | Harlesden                             | Sistema a senso unico Tubbs Road / Nightingale Road |
|        | Brondesbury                        | Willesden                             | Willesden Lane |
|        | Harlesden                          | Harlesden                             | |
|        | West London (Hanger Lane Gyratory) | Roxeth                                | |
|        | Harrow                             | West Hendon                           | Nota anche come Kenton Road e Kingsbury Road |
|        | Iver Heath                         | Uxbridge                              | |
|        | Hatch End                          | Watford                               | |
|        | High Wycombe                       | Aylesbury                             | |
|        | Husborne Crawley                   | A4146                                 | |
|        | Kingsditch                         | Benhall                               | |
|        | Pershore                           | A449 vicino a Little Malvern          | |
|        | Cheltenham                         | Cheltenham                            | |
|        | Kingswood                          | A4174 a Bromley Heath                 | Soundwell Road |
|        | Bristol                            | Cribbs Causeway                       | |
|        | Coombe Hill                        | Cheltenham                            | |
|        | Shepherds Bush                     | Denham                                | Nota come Uxbridge Road per la maggior parte della sua lunghezza (piccoli tratti portano altri nomi) |
|        | Redditch                           | Matchborough                          | Utilizzata per spostarsi da Redditch a Coventry, ma quasi tutti i tratti sono stati declassati alla B4101 dopo il completamento della M42 nel 1986 |
|        | Stourport-on-Severn                | A449                                  | |
|        | Sutton Coldfield                   | Little Aston                          | |
|        | Edgbaston                          | Edgbaston                             | Pebble Mill Road, a doppia carreggiata; in passato su di essa si trovava la sede dei Pebble Mill Studios della BBC |
|        | Bearwood                           | Smethwick                             | |
|        | Smethwick                          | Walsall                               | |
|        | Bristol                            | Bristol                               | Prolungamento della M32 fino alla strada dell'anello interno A4044 |
|        | Dudley                             | Oldbury                               | |
|        | Quinton                            | West Bromwich                         | |
|        | Dudley                             | Pedmore                               | |
|        | Wednesbury                         | Dudley                                | |
|        | Walsall                            | Moxley                                | |
|        | Bilston                            | Penn (West Midlands)                  | |
|        |                                    |                                       | Birmingham Outer ring road (tangenziale esterna di Birmingham) |
|        | West Bromwich                      | Streetly                              | |
|        | Abergavenny                        | A48, Newport                          | |
|        | Blaenavon, B4246                   | Pontypool, A472                       | |
|        | Redcliffe, Bristol                 | St James Barton, Bristol              | Circonvallazione interna: Redcliffe Way, Temple Way, Bond Street |
|        | A465, Rassau                       | A467, Aberbeeg                        | |
|        | A4048, Tredegar                    | A465, Brynmawr                        | |
|        | A467, Crosskeys                    | A465, Tredegar                        | |
|        | A4048, Pontllanfraith              | A469, New Tredegar                    | |
|        | A4232, Culverhouse Cross, Cardiff  | A4055, Barry                          | |
|        | Newport                            | North Cwmbran                         | |
|        |                                    |                                       | Coventry Ring Road (tangenziale di Coventry) |
|        | A4119, Llandaff, Cardiff           | A470, Cefn-Coed-y-Cymmer              | |
|        | A4232, Cardiff Bay, Cardiff        | Barry Island, Barry                   | |
|        | A470, Pontypridd                   | A4061, Treorchy                       | In origine, iniziava a Glyntaff, ma il tratto tra Glyntaff, Treforest e Pontypridd fu declassato a B4595 dopo il completamento della circonvallazione di Church Village. Inoltre, in origine, questa strada attraversava il villaggio di Trealaw: dopo il completamento della strada del Porth Relief, il tratto tra Porth e Llwynypia fu declassata a B4278 e la strada ora passa attraverso il villaggio di Dinas, dove già prima passavano la B4278 e anche la prima parte della A4119 vicino a Llwynypia. |
|        | A470, Abercynon                    | A470, tra Brecon e Cefn-Coed-y-Cymmer | |
|        | A470, Pentrebach                   | A465, Dowlais Top                     | |
|        | Bridgend                           | Hirwaun                               | |
|        | Bridgend                           | Cymmer                                | |
|        | Sarn                               | Blaengarw                             | |
|        | Tondu                              | Brynmenyn                             | |
|        | St Clears                          | Pendine                               | Via Llanmiloe e Laugharne |
|        | West Cross, Swansea                | Sennybridge                           | |
|        | Gurnos                             | Brynamman                             | |
|        | Llandovery                         | Gwaun-Cae-Gurwen                      | |
|        | Dunsmore Heath                     | Rugby                                 | |
|        | Iffley                             | Caversham                             | Collega Reading a Oxford |
|        | Canaston Bridge                    | Pembroke                              | |
|        | Haverfordwest                      | Milford Haven                         | |
|        | Crickhowell                        | Gilwern & Goviton                     | |
|        | Talgarth                           | Three Cocks                           | |
|        | Three Cocks                        | Llyswen                               | |
|        | Menai Bridge                       | A55                                   | |
|        | Llandrindod Wells                  | Newbridge-on-Wye                      | |
|        | Whitley, Coventry                  | Binley, Coventry                      | Allard Way |
|        | Minffordd                          | Caernarfon                            | |
|        | Capel Curig                        | Caernarfon                            | |
|        | Bangor                             | Bangor                                | |
|        | Willesden                          | Sudbury                               | |
|        | Alperton                           | Wembley Park                          | |
|        | Wembley                            | North Harrow                          | |
|        | Tamworth                           | Wishaw                                | |
|        | Tonyrefail                         | Llangeinor                            | |
|        | Rhondda                            | Llangeinor                            | |
|        | Loudwater                          | Maidenhead                            | |
|        | Faringdon                          | Bicester                              | L'incidente aereo di Bladon avvenne vicino alla A4095. |
|        | Minworth                           | !Kingsbury                            | |
|        | Moxley                             | Wednesbury                            | |
|        | Halesowen                          | Blackheath                            | |
|        | Blackheath                         | Brierley Hill                         | |
|        | Kingswinford                       | Dudley                                | |
|        | Amblecote                          |                                       | Duplicate number |
|        | Merthyr Tydfil                     | Merthyr Tydfil                        | Duplicate number |
|        | Worcester                          | Hereford                              | |
|        | Little Malvern                     | Pershore                              | |
|        | Bridgend                           | Porthcawl                             | |
|        | Bwlch y Clawdd                     | Port Talbot                           | |
|        | Aberdulais                         | Glynneath                             | |
|        | Leintwardine                       | Hereford                              | |
|        | Willersley                         | Kington                               | |
|        | Tenbury Wells                      | Eardisley                             | |
|        | Bromfield                          | Knighton                              | |
|        | Allesley                           | Willenhall                            | |
|        | Templeton                          | Cross Hands                           | |
|        | Vicino a Bewdley                   | Ludlow                                | Passo della Titterstone Clee Hill a 381 metri s.l.m. |
|        | Dyfatty Street, Swansea            | Port Eynon                            | |
|        | Tonypandy                          | Cardiff Bay                           | Originariamente iniziava a Llwynypia, ma dopo il completamento della strada del Porth Relief, la strada divenne parte della A4058, nel tratto da Treorchy a Pontypridd |
|        | Llanbadarn Fawr, Aberystwyth       | Ponterwyd                             | Corre parallela alla A44, ma sul lato opposto della Rheidol Valley. |
|        | Wolverhampton                      | Harborne (Birmingham)                 | |
|        | Wolverhampton                      | Brownhills                            | |
|        | Northwood                          | Bushey                                | |
|        | Monmore Green                      | Coseley                               | |
|        | Heston                             | Wembley                               | |
|        | High Wycombe                       | Great Missenden                       | |
|        | Princes Risborough                 | Thame                                 | |
|        | Burchetts Green                    | Rowstock                              | Il tratto di strada tra Milton Hill e Rowstock apparteneva in precedenza alla A34. |
|        | Great Witley                       | Droitwich Spa                         | |
|        | Tetbury                            | Slimbridge                            | |
|        | Huntley, Gloucestershire           | Monmouth                              | Entrambe le estremità si raccordano alla A40; attraversa Forest of Dean |
|        | Marston                            | St Owen's Cross                       | |
|        | Pontardulais                       | Llanelli                              | |
|        | Tenby                              | Pembroke Dock                         | |
|        | Wembley                            | Bushey Heath                          | Salmon Street, Fryent Way, Honeypot Lane, Marsh Lane. A nord della Stanmore Broadway coi nomi di Stanmore Hill e The Common. |
|        | Solihull                           | Five Ways                             | |
|        | Heyford Hill, Oxford               | Headington                            | Parte dell'Oxford Ring Road |
|        | Llanfoist                          | Abergavenny                           | |
|        | Pear Tree, Oxford                  | Redbridge Park and Ride               | |
|        | Watford                            | Rickmansworth                         | |
|        | Milton Keynes                      | Hemel Hempstead                       | |
|        | Hemel Hempstead                    | St Albans                             | |
|        | Bescot                             | Bescot                                | Walsall Ring Road (circonvallazione di Walsall) |
|        |                                    |                                       | Wolverhampton Ring Road (circonvallazione di Wolverhampton) |
|        | A49 a Elton                        | A4136 a Nailbridge                    | Attraversa la Forest of Dean; principale città su questa strada è Cinderford |
|        | Amersham                           | Amersham on the Hill                  | |
|        | Bourne End                         | Reading                               | Circonvallazione di Little Marlow, Marlow, Medmenham, Henley-on-Thames, Lower Shiplake e Caversham |
|        | Aylesbury                          | Aylesbury                             | Parte della Oxford Road, raccorda la A413 e la A418. |
|        | Aylesbury                          | Quarrendon                            | Aylesbury outer ring road (tangenziale di Aylesbury) |
|        | Oxford                             | Iffley                                | |
|        | Bow Street, Aberystwyth            | A44                                   | Funge da bypass attorno alla parte settentrionale di Aberystwyth |
|        | Newport Road, Cardiff              | Llandough                             | |
|        | Ely Bridge, Cardiff                | Southern Way, Cardiff                 | Corre lungo una parte della vecchia A48 |
|        | Sea Mills                          | Westbury-on-Trym                      | |
|        | Oxford                             | Kidlington                            | Banbury Road |
|        | Birmingham                         | A456                                  | |
|        | Woodsetton                         | Dudley                                | |
|        | Shifnal                            | Much Wenlock                          | Il tratto immediatamente a sud di Shifnal fu soggetta a pagamento di pedaggio nel 1763 assieme ad altre strade da Stafford e Newport, città che lascia svoltando rapidamente verso ovest, lungo una strada che in precedenza faceva parte dei sistemi a pedaggio di Madeley. Essa termina al'incontro con l'attuale A442, ma ricompare a breve distanza più a nord, dove diviene la tangenziale meridionale di Telford. Quindi attraversa il Buildwas Bridge e termina a Much Wenlock.                        |
|        | Cainscross                         | Badbrook                              | |
|        | Preston Cross                      | Trumpet                               | |
|        | Stroud                             | Gloucester                            | |
|        | Filton                             | Bedminster Down, Bristol              | The Bristol Ring Road (circonvallazione di Bristol) |
|        | A4 / A4174 a Hicks Gate            | Staple Hill                           | In due tratti: da Hick's Gate alla A420 a Bridgeyate via Keynsham e dalla A4174 a Siston fino a Staple Hill |
|        | A4 a Hotwells                      | A4018 a Blackboy Hill                 | Bridge Valley Road e Upper Belgrave Road, Bristol |
|        | Meer End                           | Warwick                               | |
|        | Oxhey                              | Watford                               | |
|        | Yeading                            | Northwood                             | Inizia presso la White Hart Roundabout a Yeading ove si raccorda con la A312. Il tratto tra questa rotatoria e il Polish War Memorial era classificata col numero B455, ma fu "doppiamente promossa" allo stato di strada principale quando verso la metà degli anni novanta del XX secolo fu costruita la tangenziale di Parkway A312. Quindi diventa la West End Road, poi High Street (Ruislip), Bury Street e Ducks Hill Road, dirigendosi a nord verso la Rickmansworth Road A404.                       |
|        | West Bromwich                      | West Bromwich                         | |
|        | Abingdon                           | Lodge Hill                            | Oxford Road, Abingdon. In precedenza faceva parte della A34. Da allora, la parte restante della strada tra Lodge Hill e Hinksey Hill vicino a Oxford è rimasta non classificata |
|        | Evesham                            | Evesham                               | |
|        | Rowstock                           | Chilton                               | In precedenza faceva parte della A34. |
|        | Redditch                           | Warwick                               | |
|        | West Bromwich                      | Wednesbury                            | |
|        | Central London (Aldwych)           | Mornington Crescent, Camden           | Kingsway, Southampton Row, Woburn Place e Eversholt Street, attraversa la Russell Square e la Tavistock Square |
|        | Central London (Piccadilly Circus) | Regent's Park                         | Regent Street e Portland Place, quindi a nord della Marylebone Road come Albany Street |
|        | Hyde Park Corner                   | Marble Arch                           | Park Lane, parte del London Inner Ring Road (circonvallazione interna di Londra) |
|        | Kensington                         | Notting Hill Gate                     | Kensington Church Street |
|        | Edgware Road station               | Bishops Bridge, Paddington            | |
|        | Notting Hill Gate                  | Paddington Basin                      | |
|        | Westbourne Grove                   | Westbourne Park                       | |
|        | Ludgate Circus                     | Holborn Circus                        | St Bride Street is closed off to traffic (except pushbikes) and Stonecutter Street is exit only. |
|        | Edgware Road station               | Lancaster Gate                        | Sussex Gardens |
|        | Bala                               | Trawsfynydd                           | |
|        | Carmarthen                         |                                       | |
|        | Llanelli                           | Hendy                                 | |
|        | Libanus                            | Defynnog                              | |
|        | Sketty                             | Gendros                               | |
|        | Swansea                            | Llansamlet                            | |
|        | Tenby                              | Tenby                                 | |
|        | Scleddau                           | Manorowen                             | |
|        | Banwen                             | Abercraf                              | |
|        | Cowbridge                          | Talbot Green                          | |
|        | Abercynon                          | Aberdare                              | |
|        | Bonvilston                         | Cardiff Airport                       | |
|        | Pyle                               | Porthcawl                             | |
|        | Llansamlet                         | Aberdulais                            | |
|        | Biglis                             | Pencoedtre                            | |
|        | Raccordo J30 Cardiff Est della M4  | Raccordo J33 Cardiff Ovest della M4   | Cardiff Link Road (Peripheral Distribution Road) |
|        | Tonyrefail                         | Aberdare                              | |
|        | Adam Street, Cardiff               | Queensgate Roundabout, Cardiff        | Central Link Road della Peripheral Distribution Road |
|        | Penllergaer                        | Loughor                               | |
|        | Port Talbot                        | Baglan                                | Port Talbot southern distributor road |
|        | Carmarthen                         | Carmarthen                            | |
|        | Carmarthen                         | Carmarthen                            | |
|        | Brynrefail                         | Glasinfryn                            | Riclassificata con tratti delle B4366 e B4547 |
|        | Kings Langley                      | Vicino a Tring                        | |
|        | West Bromwich                      | Smethwick                             | |
|        | Chilvers Coton                     | Horeston Grange                       | Nuneaton Eastern Relief Road |
|        | Drayton                            | Daventry Reservoir                    | |
|        | Swindon                            | Wanborough                            | |
|        | Banbury                            | Vicino a Pear Tree, Oxford            | |
|        | Swindon                            | Swindon                               | |
|        | Kettering                          | Kettering                             | |
|        | Gloucester                         | Gloucester                            | |
|        | Cross in Hand, A5                  | Raccordo J20 della M1                 | Tangenziale meridionale di Lutterworth; serve il centro di distribuzione di Magna Park; raddoppiata per l'intero percorso |
|        | Raccordo J20 della M1              | Market Harborough                     | |
|        | Swindon                            | Swindon                               | |
|        | Swindon                            | Swindon                               | |
|        | Swindon                            | Walcot                                | |
|        | Tetbury                            | Vicino alla M5                        | |
|        | Arno's Vale                        | Raccordo J3 della M32                 | |
|        | Beckhampton                        | Swindon                               | |
|        |                                    |                                       | Birmingham Inner Ring Road (circonvallazione interna di Birmingham) |
|        | Worcester                          | Worcester                             | |
|        | Bicester                           | Finmere                               | |
|        | Bilston                            | Moxley                                | |
|        | Northampton                        | Wellingborough                        | In precedenza A45. Va dal raccordo J16 della M1 alla A509 - Wellingborough ring road |
|        | Northampton                        | Northampton                           | |
|        | Billing                            | Kingsthorpe                           | |
|        | Kidderminster                      | Kidderminster                         | |
|        | Fernhill Heath                     | A38                                   | |
|        | Spetchley                          | Martin Hussingtree                    | |
|        |                                    |                                       | Birmingham Middle Ring Road (circonvallazione media di Birmingham) |
|        | Raccordo J2 della M69              | Coventry                              | In precedenza tratto della A46 |
|        | Cannock                            | Cannock                               | |
| A4810  | Southern Distributor Road, Newport | Raccordo J23A della M4                | Classificata A4810 nel settembre 2013 quando è stata aperta al pubblico |
| A4971  | Minffordd, Gwynedd                 | Porthmadog                            | Denominata nell'ottobre 2011; in precedenza tratto della A487 |